# Алберт Мисак
Алберт Мисак (рођен у Бечу 1947. године) је музичар, члумац и телевизијски техничар јеврејског порекла из Аустрије. Заједно са Едеком Барцом основао је јидишки дуо Geduldig un Thimann. Поред свог рада у Аустрији, ван немачког говорног подручја запажен је и по улози драгуљара Мордекаија Вулкана у филму Шиндлерова листа из 1993. године.
Музичка каријера Алберта Миска обележена је сарадњом са школским пријатељем Едеком Барцом који је рођен у кампу у Совјетском Савезу 1946. године. Подстакнути музичким стваралаштвом њујоршког рабина Шлома Карлебаха, Мисак и Барц су започели да истражују своје јеврејско порекло. У жездесетим годинама двадесетог века двојица су пријатеља радили као електротехничари или продавачи музичких плоча, а навече и викендима су свирали и музику. 1966. године основали су и музичку друпу Les Sabres. Инспирисани филмом Yidl mitn Fidl почели су да истражују јеврејску јидиш музику уз истовремено учење језика. Тада су одабрали девојачка презимена својих мајки, Гедулдиг и Тиман, као назив свог дуа. Њихове мајке су са забринутошћу посматрале ову одлуку бојећи се јавних реакција и отвореног насиља због јавног исказивања јеврејског идентитета у ригидној клими послератне Аустрије.
Дуо се временом етаблирао и објавио више албума кроз 1970-е да би престао да наступа 1986. године, а њихова последња заједничка плоча објављена је 1992. године. 1993. године Мисак је ангажован да глуми у филму Шиндлерова листа након чега се преселио у Лондон, а затим и у Њујорк где се готово у потпуности повукао из јавнога живота. 2015. године Мисак и Барц су даровали своје збирке фотографија, летака, новинских текстова и плаката Градској библиотеци у Бечу, а 2016. године представили су реиздање свог албума у Јеврејском музеју у Бечу.